# Xiao Zhaowen
Xiao Zhaowen (蕭昭文) (480-494) was voor drie maand keizer van China van de Zuidelijke Qi-dynastie in 494.

## Biografie
Xiao Zhaowen was de kleinzoon van keizer Qi Wudi, zijn vader Xiao Zhangmao was voor zijn vader gestorven. Zijn oudere broer Xiao Zhaoye volgde zijn grootvader op. Zijn grootoom Xiao Luan had de ambitie om het roer over te nemen. Eerst elimineerde hij Xiao Zhaoye en zette Xiao Zhaowen op de troon, daarna vermoordde hij alle familieleden van de keizers Qi Gaodi en Qi Wudi en kroonde zichzelf tot keizer.